# Tupilak

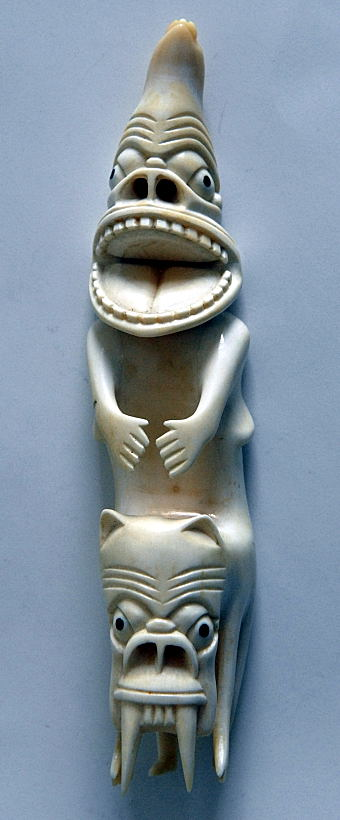
Vyřezávaná soška tupilaka z Grónska

Tupilak (též tupilaq, tupilait, inuktitutským písmem ᑐᐱᓚᒃ ) je v mytologii grónských Inuitů bytost stvořená čarodějníkem či šamanem z různých zvířecích částí, například kostí, kůže, srsti či šlach, nebo také částí těl mrtvých dětí. Stvoření je dán život pomocí zaklínadla a poté je umístěno do moře aby nalezlo a zabilo určeného nepřítele. V případě že má protivník větší magickou moc než tvůrce tupilaka může ho poslat zpět, čaroděj se poté může zachránit pouze tím že veřejně oznámí co učinil.
Tupilak je znám nejen Inuitům z Grónska, ale i žijícím v jiných oblastech, jeho pojetí se však může lišit. Například Inuité z kanadského ostrova Igloolik znají tupilaqa jako neviditelného ducha osoby která porušila nějaké tabu, který může být zahnán šamanem.